# Arico
Arico és un municipi de l'illa de Tenerife, a les illes Canàries. Està situat a la comarca muntanyenca d'Agache i amb una estreta zona costanera. En la seva demarcació existeixen diverses localitats homònimes (Arico el Viejo, Arico el Nuevo, Vila d'Arico) així com els caserius i pagos de La Cisnera, Los Gavilanes, Icor, Porís de Abona, El Río i San Miguel de Tajao.

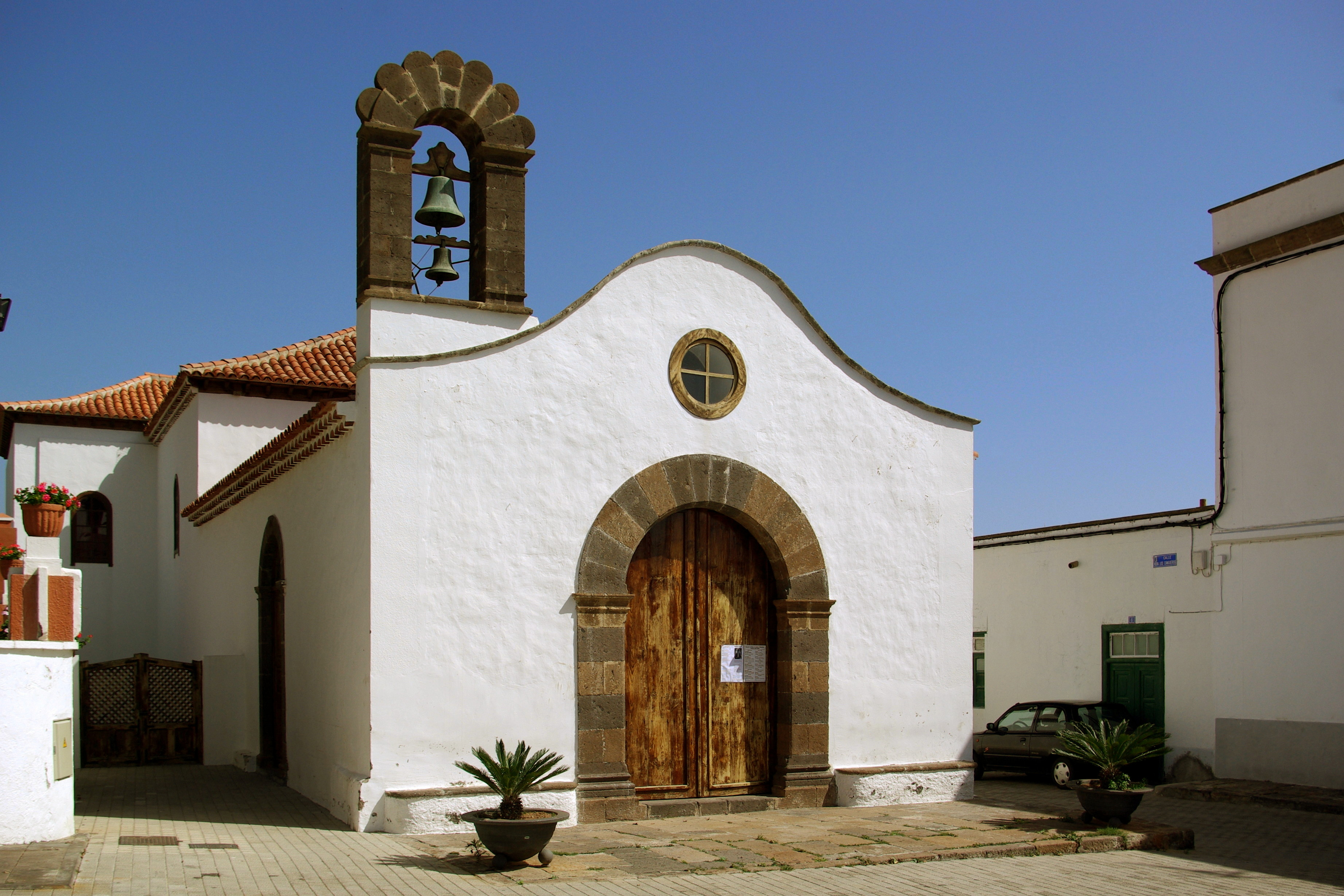
Arico el Nuevo
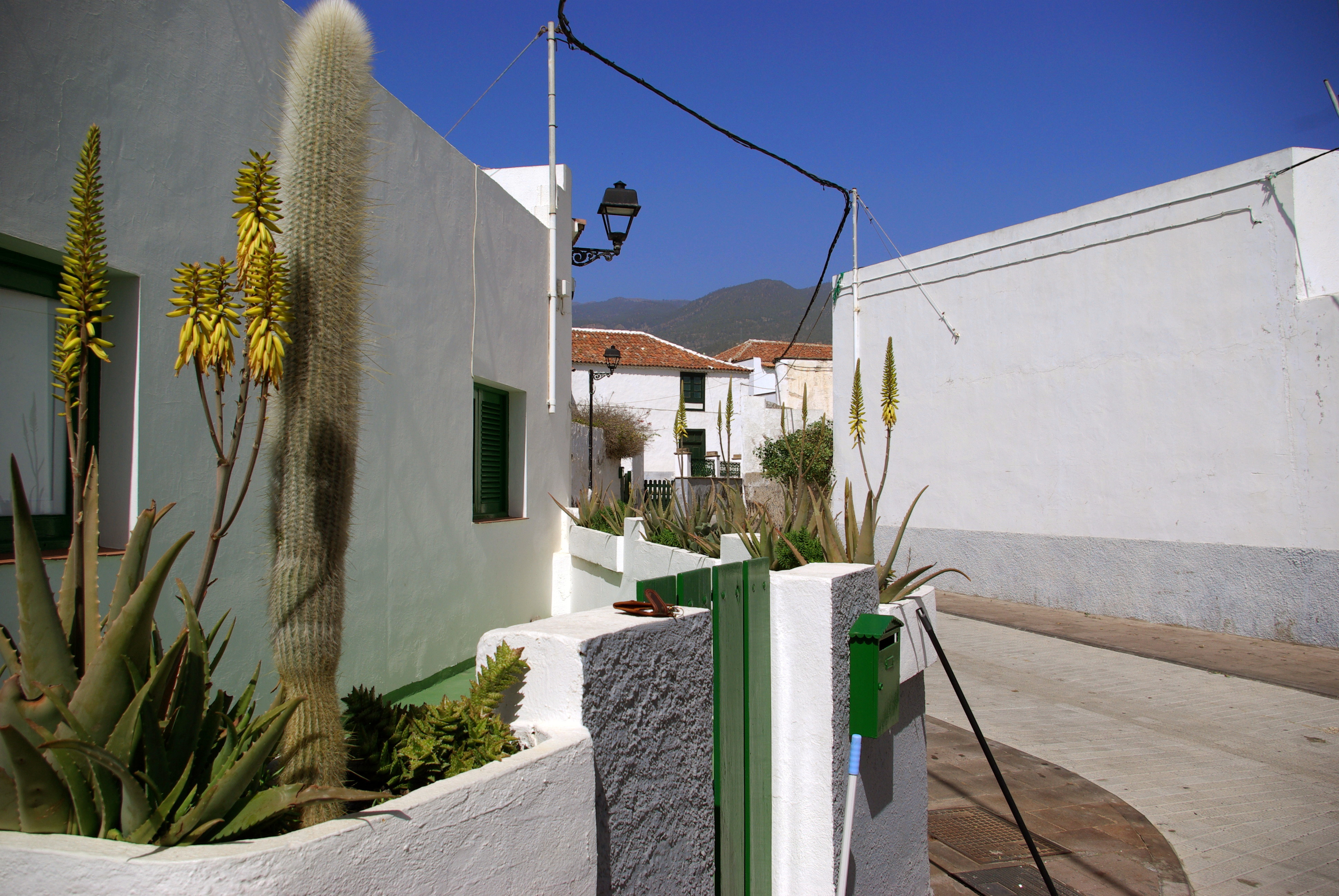
Arico el Nuevo